# Tusass A/S
Tusass tidligere TELE Greenland og TELE-POST der blev stiftet i januar 1994 ud fra Grønlands Televæsen, ejes af Grønlands Selvstyre. 
Firmaet skiftede i 2021 navn til Tusass, der på dansk betyder "Vi høres ved".
Tusass administrerer domæneendelsen .gl, og ejer søkablet Greenland Connect (en).

## Historie
TELE Greenland A/S blev oprettet i 1997 gennem en fusion af TELE Greenland og Kalaallit Allakkeriviat (Grønlands Postvæsen). Efter fusionen fik Kalaallit Allakkeriviat navnet POST Greenland, og fællesbetegnelsen "TELE-POST" blev benyttet. TELE-POST skiftede navn til Tusass i 2021.

## Tjenester

### Mobil
I 2009 indgik TELE Greenland et partnerskab med Nokia Siemens Networks for at bygge et 3G netværk.
I juli 2013 indgik TELE Greenland igen et partnerskab med Nokia Siemens Networks for at bygge et 4G netværk i Nuuk. Netværket gik i luften den 1. december 2013. Sisimiut fik som den næste by 4G den 28. marts 2014. Senere samme år kom 4G til Ilulissat, Kangerlussuaq og Qaqortoq. 4G netværket blev udbygget til Maniitsoq i februar 2015, og til Aasiaat i juni samme år.
I november 2017 annoncerede TELE-POST et partnerskab med Ericsson for at modernisere hele det mobile netværk i Grønland, som en del af Tele Greenland's "Mobile First" strategi om at bringe højhastighedsinternet baseret på 4G til alle beboede steder i Grønland.
I december 2019 annoncerede Tusass at de havde valgt Ericsson til at bygge et 5G netværk i landet. 5G tjenester til telefoner er endnu ikke lanceret, men det forventes at blive lanceret på et senere tidspunkt da Tusass har udtalt at de slukker for deres 3G netværk i 2023.

### Internet
Tusass har tidligere haft inddelt deres internettjenester i 3 såkalder zoner; søkablet (zone 1), radiokæden (zone 2), og via satellit (zone 3).
Steder i zone 1 er koblet direkte op på søkablet Greenland Connect.
I 2016 blev det besluttet at udbygge kablet nordpå. Udvidelsen fik navnet Greenland Connect North, og det eksisterende kabel blev opgraderet. Tjenester baseret på disse opgraderinger blev lanceret 11. december 2017, og 30 Mbit/s blev lanceret som den højeste hastighed
Tusass har flere radiokæder, som samlet set er cirka 1500 km lang og består af 48 radiokædestationer. Radiokæden er forbundet med de 2 søkabler.
Det blev i 2016 annonceret at radiokæden skulle opgraderes og udbygges for at kunne tilbyde højere internethastigheder og mere stabilt internet til flere indbyggere.
Flere små steder med få indbyggere har kun internet via satellit.
I september 2017 skiftede Tele-Post fra satellit Intelsat 903 til Intelsat 35e.
Det tidligere zonesystem er blevet udfaset, og i stedet er fokus nu på at udskifte gammelt udstyr. En satellit jordstation blev taget i brug i Tasiilaq i 2020 for at kunne tilbyde flatrate internet til byen. I slutningen af 2021 blev en jordstation taget i brug i Ittoqqortoormiit, hvor flatrate internet også blev lanceret.
Mobilt bredbånd baseret på 5G blev lanceret i 3 byer i oktober 2022, hvor 80 Mbit/s blev den nye tophastighed.
I 2023 skiftede Tusass til en ny Hispasat satellit - Amazonas Nexus (Tusass kalder den GreenSAT) - for at tilbyde flatrate til fjerntliggende landbrug og til byen Qaanaaq hvor en ny jordstation er bygget, og forbindelsen blev kortvarigt afbrudt af strømafbrydelserne i Sydvesteuropa 2025. 
Et nyt driftcenter bygges i 2025 nær Nuuk lufthavn.

#### Nuværende internethastigheder
Pr. marts 2023.

##### Satellit
| Download | Upload     |
| -------- | ---------- |
| 1 Mbit/s | 0,5 Mbit/s |
| 2 Mbit/s | 1 Mbit/s   |
| 4 Mbit/s | 1 Mbit/s   |

##### DSL
| Download  | Upload   |
| --------- | -------- |
| 5 Mbit/s  | 1 Mbit/s |
| 10 Mbit/s | 2 Mbit/s |
| 30 Mbit/s | 5 Mbit/s |

##### 5G Mobilt bredbånd
| Download  | Upload    |
| --------- | --------- |
| 5 Mbit/s  | 1 Mbit/s  |
| 10 Mbit/s | 2 Mbit/s  |
| 20 Mbit/s | 5 Mbit/s  |
| 40 Mbit/s | 10 Mbit/s |
| 80 Mbit/s | 20 Mbit/s |

## Ledelse

### Direktører
- 1997–2004: Anton Marinus Christoffersen
- 2004–2011: Brian Buus Pedersen
- 2011–2013: Steen Montgomery-Andersen
- 2013–2014: Michael Binzer
- 2014–2015: Steen Montgomery-Andersen
- 2015: Søren Mortensen
- Siden 2015: Kristian Reinert Davidsen

### Bestyrelsesforpersoner
- 1997–1999: Anders Nilsson
- 1999–2002: Kuupik Kleist
- 2003–2010: Kaj Egede
- 2010–2015: Agner Nørgaard Mark
- 2015–2022: Stine Bosse
- Siden 2022: Ulrik Blidorf